# Troupe D'Elite EP
| Recensione | Giudizio |
| ---------- | -------- |
| Rockol     | 1/10     |

Troupe D'Elite EP è l'unico EP del gruppo musicale italiano Troupe D'Elite, pubblicato il 19 giugno 2012 dalla Tanta Roba e Epic.

## Descrizione
Il disco rappresenta la prima pubblicazione del gruppo e si compone di cinque brani.
All'epoca l'EP venne stroncato dalla critica specializzata. Enrico Piazza di Rockol ha spiegato che l'EP consiste in «brutti beat, metriche inutili, flow del discount, ritornelli vinti alle slot machine e un uso randomico del termine "swag". Il tutto condito da un'autocelebrazione assolutamente ingiustificata».

## Tracce
1. Non capisco una mazza
2. La fame e la sete
3. Solo in due
4. Ca va
5. Run Away